# Partij voor de Vrijheid
De Partij voor de Vrijheid (PVV) is een radicaal-rechtse Nederlandse politieke partij met een nationalistische en anti-islamitische signatuur.
De PVV werd in 2005 onder de naam Vereniging Groep Wilders opgericht door Geert Wilders, een parlementslid dat zich het jaar daarvoor had afgescheiden van de Volkspartij voor Vrijheid en Democratie (VVD) en sindsdien als eenmansfractie onder de naam Groep Wilders opereerde.
De Vereniging Groep Wilders heeft twee leden: Wilders en de Stichting Vrienden van de PVV. Wilders is het enige bestuurslid van de stichting. Wilders heeft dus juridisch, indirect, de volledige zeggenschap over de vereniging. Wilders is ook fractievoorzitter in de Tweede Kamer, partijleider en voorzitter van het partijbestuur.
Bij de Tweede Kamerverkiezingen 2006 kwam de PVV voor het eerst in de Tweede Kamer. Sinds 2011 is de partij vertegenwoordigd in de Provinciale Staten en in de Eerste Kamer. De PVV was vertegenwoordigd in het Europees Parlement van 2009 tot 2019, van 2020 tot 2022, en opnieuw vanaf 2024.
De partij maakte deel uit van het op 2 juli 2024 beëdigde kabinet-Schoof, tot zij op 3 juni 2025 haar bewindspersonen terugtrok en het kabinet demissionair werd.

## Historie

### 2004-2006: Voorgeschiedenis en oprichting
Op 3 september 2004 stapte het toenmalige VVD-lid Geert Wilders als gevolg van onenigheid over de mogelijke toetreding van Turkije tot de Europese Unie uit zijn partij. Hij kreeg van de partijtop geen toestemming om af te wijken van de fractiediscipline. Ook was in de fractie irritatie gegroeid door een reeks van interviews waarin Wilders harde uitspraken over moslims, zijn eigen partij en fractiegenoten had gedaan. Wilders behield zijn kamerzetel op persoonlijke titel en vormde vanaf dat moment een eenmansfractie, die hij de Groep Wilders noemde. Hij liet de pers weten een nieuwe beweging op te willen richten 'ter rechterzijde van het politiek spectrum, met mensen die hun muil niet laten korven'. Wilders richtte op 24 november 2004 de "Stichting Groep Wilders" (later: "Stichting Vrienden van de PVV") op, met als doel het uitdragen van standpunten en aantrekken van financiën.
In de periode 2004-2006 bestond de Groep Wilders uit het Kamerlid Wilders en zijn beleidsmedewerker Martin Bosma. Na de verkiezingen van 2006 ging de partij onder de naam "Partij voor de Vrijheid" door. De "Vereniging Groep Wilders" liet op 22 februari 2006 bij de Kiesraad de Partij voor de Vrijheid (PVV) registreren. Tot de Tweede Kamerverkiezingen 2006 werd de partij voor de herkenbaarheid aangeduid als "Groep Wilders - Partij voor de Vrijheid".

### 2006-2008: Beginjaren in de Tweede Kamer
In maart 2006 werd het verkiezingsprogramma van de PVV bekendgemaakt, getiteld Klare wijn. In het programma stond onder meer dat de belastingen fors omlaag moesten, dat buitenlandse imams een spreekverbod zouden moeten krijgen en dat artikel 1 van de Nederlandse Grondwet kon worden vervangen door een artikel over "de dominantie van de joods-christelijke en humanistische traditie en cultuur". Het programma stelde: Zo lang niet duidelijk is dat de Nederlandse moslimgemeenschap de orde en spelregels van de Nederlandse rechtsstaat van harte accepteert, ontbreekt het fundament van vertrouwen dat noodzakelijk is om grondwettelijke rechten en vrijheden in dezelfde mate toe te kennen als aan andere groepen in Nederland. Als belangrijkste doel noemde hij dat "Nederlanders weer trots moesten worden op hun cultuur". Ook kondigde hij aan dat zijn partij organisatorisch een andere opzet zou hebben dan de traditionele politieke partijen.

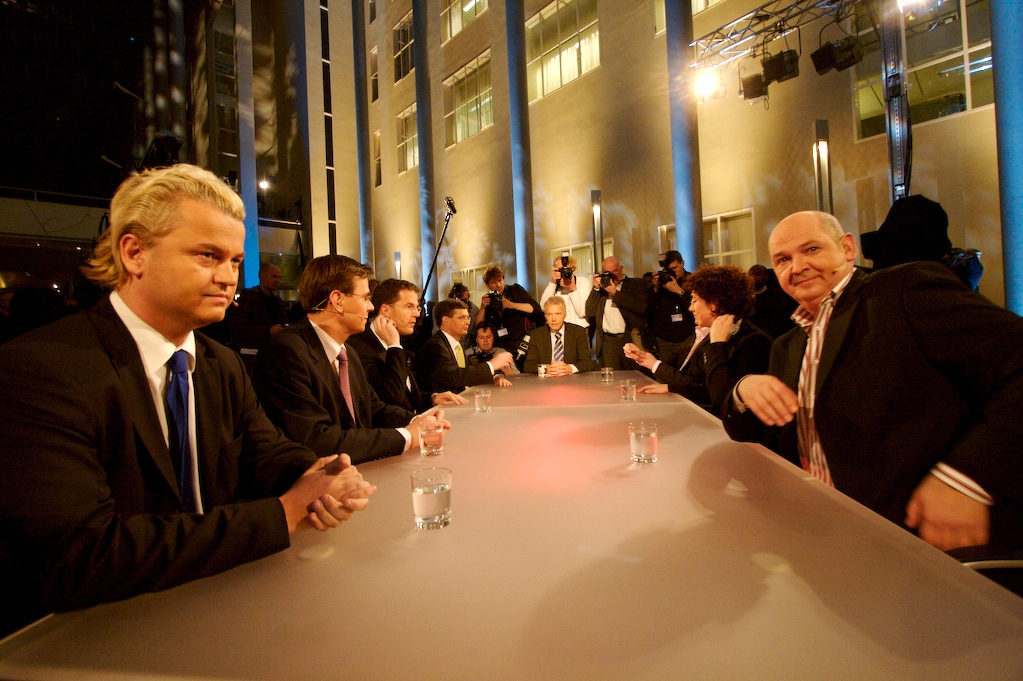
Wilders (links) tijdens het slotdebat van de Tweede Kamerverkiezingen 2006. Bij die verkiezingen behaalde de PVV 9 zetels.

Bij de Tweede Kamerverkiezingen van 2006 behaalde de PVV 9 zetels. De partij scoorde vooral in delen van Limburg aanzienlijk meer stemmen dan in de rest van Nederland. Op sommige plekken behaalde ze hier rond de 17% van de stemmen. Wilders benadrukte dat het niet op een "herhaling van de LPF" zou uitlopen, daarmee doelend op de deceptie gevolgd door een kabinetscrisis na het aanvankelijke succes van de Lijst Pim Fortuyn bij de verkiezingen in 2002.
In januari 2007 ging het gerucht dat enkele aanhangers van de PVV via als extreemrechts beschouwde websites als Polinco om steun zouden hebben gevraagd in aanloop naar de Tweede Kamerverkiezingen. Wilders ontkende dat dit waar was, maar erkende tegelijk dat zijn partij enkele tientallen steunverklaringen uit extreemrechtse hoek had ontvangen. Hij distantieerde zich van deze steunbetuigingen.
Bij de Provinciale Statenverkiezingen van maart 2007 deed de PVV niet mee, omdat er naar eigen zeggen nog geen tijd was geweest om lijsten met kandidaten samen te stellen.
In 2007 kwam de Tweede Kamerfractie van de PVV tweemaal in actie tegen de dubbele nationaliteit voor bewindslieden. Als voornaamste argument hiervoor voerde de PVV aan dat mensen met twee nationaliteiten zich zouden moeten houden aan de wetgevingen van twee verschillende landen, die niet op alle punten met elkaar overeenkomen. Aanleiding was de (aanstaande) beëdiging tot staatssecretaris van Nebahat Albayrak en Ahmed Aboutaleb (die naast de Nederlandse de Turkse respectievelijk Marokkaanse nationaliteit bezitten). De PVV diende een motie in tegen het van oorsprong Marokkaanse PvdA-Kamerlid Khadija Arib vanwege haar lidmaatschap van een adviescommissie voor de Raad van de Mensenrechten in Marokko. De PVV vond dat zij moest kiezen tussen haar Kamerlidmaatschap en haar advieswerk voor de Raad. De PVV vond in geen van deze moties steun bij andere partijen.
Op 5 december 2007 noemde de PVV in een motie in de Tweede Kamer de Nederlandse Antillen een grotendeels corrupt boevennest en pleitte ervoor deze autonome onderdelen van het Koninkrijk der Nederlanden aan de hoogste bieder te verkopen. Alle overige partijen distantieerden zich van dit voorstel. Antilliaanse parlementariërs gaven te kennen geen Nederlandse delegatie van de Tweede Kamer te ontvangen, als daar een PVV-lid bij aanwezig zou zijn.
In maart 2008 kwam Wilders' islamkritische film Fitna uit.

### 2009: Europees Parlementsverkiezingen, oppositie

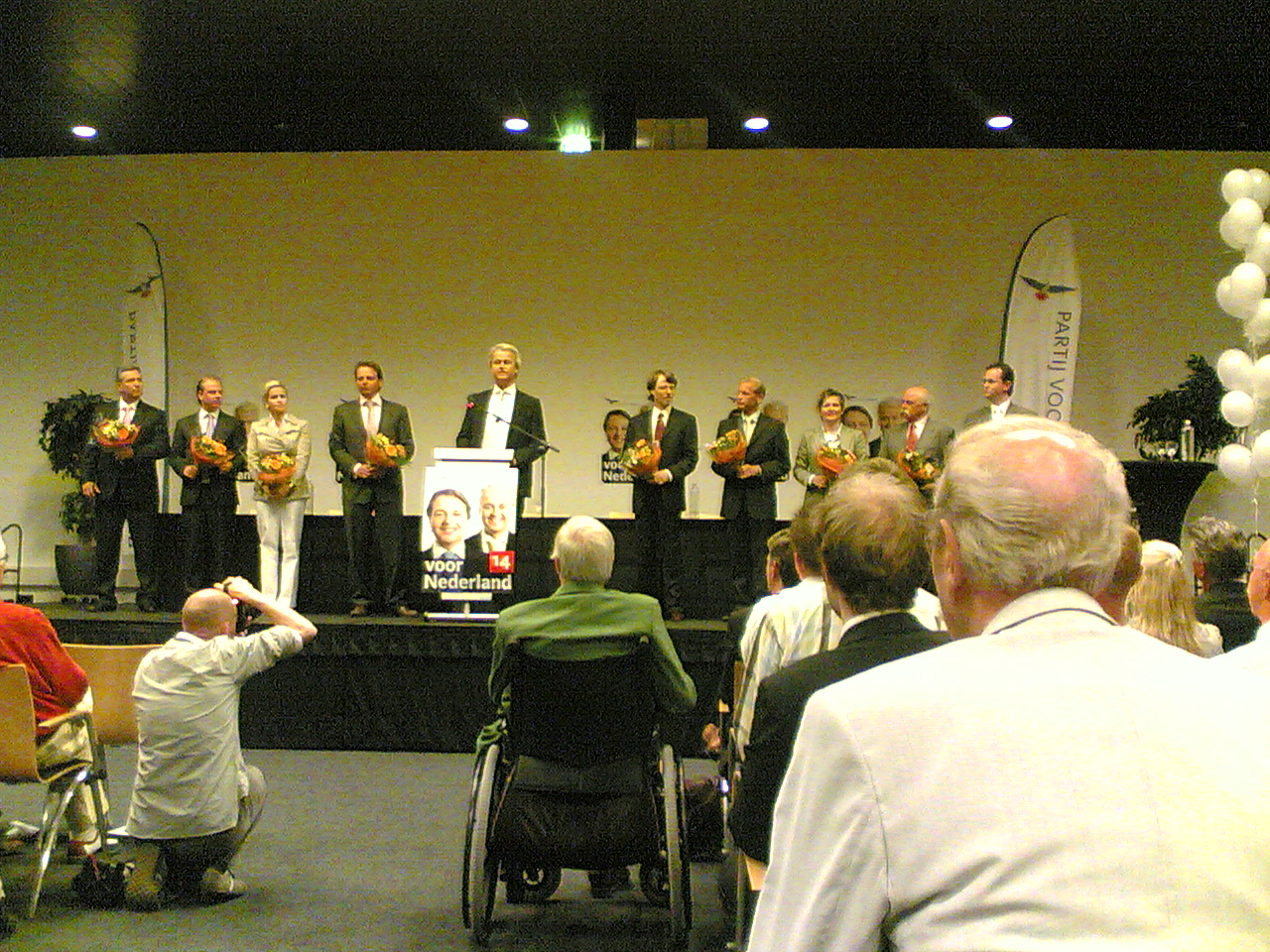
Verkiezingsevenement van de PVV voor de Europese verkiezingen 2009

Aan de Europees Parlementsverkiezingen van 2009 nam de PVV wel deel. Op 5 april 2009 werd de kandidatenlijst voor de Europese Parlementsverkiezingen 2009 van de partij bekendgemaakt. Barry Madlener was de lijsttrekker. Geert Wilders fungeerde als lijstduwer, maar mocht hij door middel van voorkeurstemmen toch gekozen worden, zou hij naar eigen zeggen geen zitting nemen in het Europese Parlement. Bij de verkiezingen behaalde de PVV 4 zetels, waarmee de PVV de op een na grootste Nederlandse partij werd. Wilders werd inderdaad met voorkeurstemmen gekozen, maar kondigde meteen aan zijn zetel niet te zullen innemen. In het parlement behoorde de partij tot de niet-ingeschrevenen. Op 9 oktober 2009 maakte staatssecretaris Ank Bijleveld bekend dat de extra Nederlandse zetel in het Europees Parlement (onder het verdrag van Lissabon) naar de PVV zou gaan. Hiermee kwam de PVV op vijf zetels.
Op 16 mei 2009 vroeg de PVV aan toenmalig premier Balkenende actief mee te werken aan de opheffing van de staat België, onder meer door het sturen van een aparte ambassadeur naar het Vlaamse gewest. Directe aanleiding hiertoe was een onderzoek waaruit zou moeten blijken dat het imago van België in de wereld zeer slecht is. Wilders en Bosma pleitten voor een Nederlandse ambassadeur in Vlaanderen in plaats van in België.
De PVV liet NYFER een onderzoek verrichten naar de kosten van niet-westerse immigratie. De resultaten zag Wilders als een bevestiging van de noodzaak van de door de PVV gewenste immigratiebeperking.
In september 2009 stelde Wilders het heffen van een belasting op het dragen van hoofddoekjes voor, die hij aanduidde als de "kopvoddentaks". In april 2011 diende de Noord-Hollandse fractie van de PVV een motie in om voortaan geen provincieambtenaren meer in dienst te nemen als zij hoofddoekjes droegen, als afgezwakte versie van een eerder aangekondigde motie voor een hoofddoekjesverbod dat voor het hele Noord-Hollandse provinciehuis zou gelden. De motie werd echter verworpen.

### 2010-2012: Gedoogpartner van minderheidsregering
De partij deed bij de Nederlandse gemeenteraadsverkiezingen 2010 alleen in Den Haag en Almere mee. In Almere werd de PVV met negen zetels de grootste partij, in Den Haag de tweede met acht zetels. Ondanks deze lokale winsten trad de PVV niet toe tot de colleges.

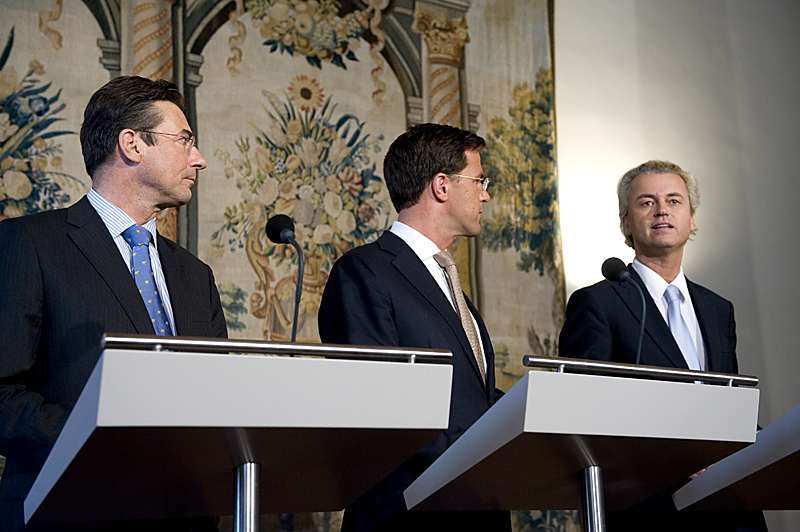
Maxime Verhagen (links) en Mark Rutte (midden) presenteren het regeer- en gedoogakkoord met Wilders (2010)

Tijdens deze Tweede Kamerverkiezingen van 9 juni won de PVV, mede dankzij de Henk en Ingrid-campagne, toch nog vrij onverwacht 24 zetels en werd hiermee de derde partij van Nederland. Eind september 2010 sloten het CDA en de VVD een regeerakkoord, maar ze hadden geen meerderheid in de Tweede Kamer. Daarom werd daarnaast met de PVV een zogeheten gedoogakkoord gesloten, om vanuit de Tweede Kamer steun te leveren zonder deel te nemen aan het kabinet. Dat was een nieuw verschijnsel in de Nederlandse politiek. In het gedoogakkoord waren alle programmapunten van de PVV opgenomen die de coalitiepartijen tijdens hun regeerperiode op zouden pakken. Daarnaast werd gezamenlijk afgesproken dat de PVV de regeringscoalitie niet mocht laten vallen op de punten die in het regeerakkoord werden vermeld. Wilders had ervoor gezorgd dat er delen uit het verkiezingsprogramma van de Dansk Folkeparti in dit gedoogakkoord waren overgenomen.
Tijdens de regeringsverklaring ontstond er een meningsverschil tussen coalitie en gedoogpartner door het dubbele Zweeds-Nederlandse paspoort van CDA-staatssecretaris Marlies Veldhuijzen van Zanten. De PVV wilde per motie in de Tweede Kamer dat Veldhuijzen dit Zweedse paspoort opgaf, waarvoor ze geen steun van andere partijen kreeg en daarop besloot geen motie in te dienen.
Bij de Provinciale Statenverkiezingen op 2 maart 2011 deed de PVV in alle twaalf provincies mee en werd in Limburg de grootste partij. Na twee maanden onderhandelingen werd duidelijk dat de PVV in de Gedeputeerde Staten van Limburg zou plaatsnemen. Op 4 mei 2011 werden de onderhandelingen tussen PVV, CDA en VVD succesvol afgerond. De PVV leverde aldaar twee gedeputeerden, Antoine Janssen en Theo Krebber.
In april 2011 werd door aanhangers van de PVV de 'Vereniging voor de PVV' (VvPVV) opgericht, die zich wilde inzetten voor democratisering van de PVV. Binnen een half jaar werd deze vereniging alweer opgeheven wegens gebrek aan belangstelling. Ook Hero Brinkman had kritiek op het gebrek aan democratisering binnen de PVV.
Met Machiel de Graaf als lijsttrekker haalde de PVV bij de Eerste Kamerverkiezingen van 23 mei 2011 10 zetels.
In juni 2011 pleitte de PVV bij monde van Joram van Klaveren bij de toenmalige minister van Binnenlandse Zaken, Piet Hein Donner, voor een wetswijziging om ook de kleinkinderen van immigranten nog als allochtonen te beschouwen. Dit voorstel zou er dan voor moeten zorgen dat eventuele problemen veroorzaakt door derdegeneratieallochtonen niet voor rekening van de autochtone bevolking komen. Het CDA liet echter meteen weten hier niets in te zien.
In november 2011 liet de PVV onderzoeken of het voor Nederland voordelig was de euro weer in te ruilen voor de gulden. Hoewel de meeste partijen geen bezwaar maakten tegen een dergelijk onderzoek, beschouwden premier Rutte, en de minister van Financiën Jan Kees de Jager de terugkeer naar de gulden als een slecht plan. In maart 2012 kwam de PVV naar buiten met een onderzoek verricht door Lombard Street Research, bekend als het "guldenrapport", dat de noodzaak van de herinvoering van de gulden moest aantonen. In september 2012 kwam KRO Reporter naar buiten met het nieuws dat de PVV het Europees Parlement de kosten voor dit onderzoek zou hebben laten betalen, terwijl dit volgens de Europese subsidieregels niet had gemogen.
In januari 2012 stelde de PVV Kamervragen naar aanleiding van het feit dat koningin Beatrix tijdens een staatsbezoek aan de Verenigde Arabische Emiraten een hoofddoek had gedragen. Wilders sprak van een "trieste wanvertoning" en de PVV noemde de hoofddoek "een symbool van islamisering, onderdrukking en vrouwendiscriminatie". De Rijksvoorlichtingsdienst antwoordde hierop dat de koningin enkel de plaatselijke gewoontes respecteerde.
Op 8 februari 2012 introduceerde de PVV-Kamerlid Ino van den Besselaar, een Meldpunt Midden- en Oost-Europeanen (ook bekend geworden als: 'Polen-meldpunt'), waar mensen baanverlies of andere problemen door de arbeidsimmigratie van Midden- en Oost Europeanen konden melden. Hierop kwamen enkele tienduizenden klachten binnen, waarvan de meeste gingen over dronkenschap, lawaai en parkeeroverlast. Ook werd veel geklaagd over een baan- en woningverlies door toestroom van de arbeidsmigranten. Een klein deel van de klachten ging over crimineel gedrag, zoals inbraak of vandalisme. Het Europees Parlement nam op 15 maart 2012 een resolutie aan die het PVV-meldpunt en de website in krachtige bewoordingen veroordeelde en de premier van Nederland opriep zich daarvan te distantiëren. Ook enkele Oost-Europese regeringsleiders en ambassadeurs, onder wie de Poolse, keurden het meldpunt af. Wilders noemde deze verontwaardiging "selectief" en voerde als argument aan dat soortgelijke reacties ontbraken toen PvdA-wethouder Marnix Norder eerder sprak over 'een tsunami van Oost-Europese arbeidsmigranten'. Toen de PVV in december 2012 de resultaten bekendmaakte, verklaarde de Poolse ambassade hieraan geen waarde te hechten.
Op 20 maart 2012 stapte Brinkman uit de PVV, uit onvrede over de koers die binnen de partij gevaren werd. Hierdoor raakte het minderheidskabinet CDA/VVD zijn meerderheid in de Tweede Kamer kwijt. Twee dagen later traden in navolging van Brinkman ook drie leden van de Noord-Hollandse PVV-statenfractie terug. Naar aanleiding van enkele uitspraken van Brinkman dat de PVV geld kreeg van lobbykantoren in de VS vroeg minister van Binnenlandse Zaken Liesbeth Spies korte tijd later om meer duidelijkheid omtrent de financiering van de PVV.
Op 20 april 2012 viel het provinciale college in Limburg toen het CDA zijn vertrouwen in de samenwerking opzegde. Het CDA vond dat de twee PVV-fractieleden Janssen en Krebber de koningin en de Turkse president Abdullah Gül geschoffeerd en beledigd hadden en daarmee het coalitieakkoord schonden, door eerst te zeggen dat ze niet bij een lunch met Gül wilden zijn om later onder druk van gedachten te veranderen. De PVV-fractie hekelde het feit dat de Turkse president de hand geschud werd. Sinds november 2010 waren op regionaal niveau al diverse fractieleden van de PVV voortijdig opgestapt nadat zaken uit hun verleden aan het licht waren gekomen, onder wie James Sharpe. Ook Daniël van der Stoep was na een alcohol-schandaal inmiddels afgetreden als Europarlementariër namens de PVV.
Op 21 april 2012 stapte de PVV uit het overleg met het CDA en de VVD over nieuwe miljardenbezuinigingen. De PVV was hierdoor niet langer gedoogpartner. Dit had een demissionair kabinet per 23 april 2012 tot gevolg.
In mei 2012 wees de Tweede Kamer een voorstel van de PVV af om steun aan het ESM uit te stellen tot na de verkiezingen later dat jaar. Hierop spande PVV-leider Geert Wilders een kort geding aan tegen de Nederlandse staat, dat hij echter verloor.
Op 6 juli 2012 verliet Jhim van Bemmel de PVV-fractie. Na de presentatie van het nieuwe verkiezingsprogramma in juli 2012 stapten ook Marcial Hernandez en Wim Kortenoeven uit de partij. Zij vonden dat er geen democratie binnen de partij was en dat Wilders geen rekening hield met de wensen van anderen.
In augustus 2012 opende de PVV - naar aanleiding van een uitzending van Terzake - wederom een meldpunt, ditmaal voor het melden van klachten over te hoge salarissen van Europese politici en ambtenaren.

### 2012-2017: Opnieuw in de oppositie

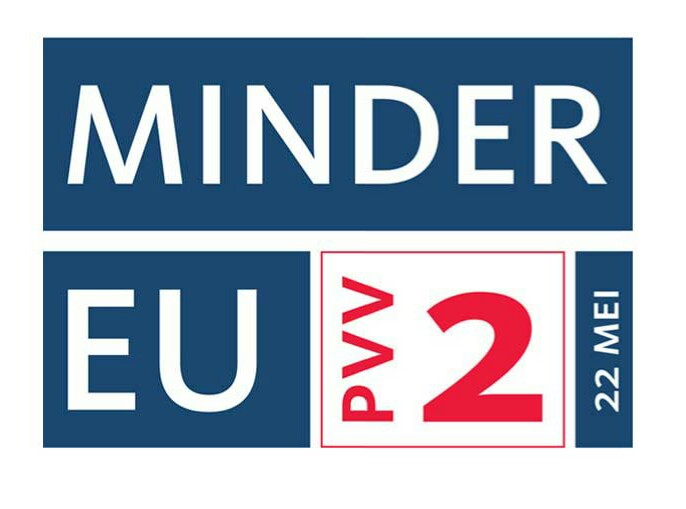
Poster voor de Europese Verkiezingen 2014

Bij de Tweede Kamerverkiezingen van 2012 in september behaalde de PVV 15 zetels en belandde in de oppositie. Wilders verklaarde zich "keihard" te zullen gaan verzetten tegen het "vreselijke beleid" van kabinet-Rutte II.
Na de gewelddadige dood van grensrechter Richard Nieuwenhuizen in Almere in december 2012, die overleed doordat hij na afloop van een wedstrijd was mishandeld door zes jonge voetballers en een van hun vaders die voornamelijk van Marokkaanse en Antilliaanse afkomst waren, stelde de PVV dat er in Nederland geen sprake was van een voetbalprobleem maar van een Marokkanenprobleem. De Nederlandse politiek en media verkeren volgens Wilders "in een totale staat van ontkenning". Wilders noemde het geweld bovendien "puur racisme" omdat volgens hem "slachtoffers zelden of nooit Marokkanen of islamieten [zijn]". Enkele maanden later begon de PVV een Kamerdebat over het "Marokkanenprobleem", maar kreeg hierin weinig bijval van andere partijen. Enkele Kamerleden spraken openlijk hun afkeer uit over de naamgeving van het debat.
In oktober 2013 stapte Louis Bontes uit onvrede over de interne werkwijze uit het fractiebestuur van de PVV. Later in diezelfde maand werd hij helemaal uit de fractie gezet en ging hij verder als eenmansfractie.
Bij de gemeenteraadsverkiezingen van 2014 bleef de PVV de grootste partij in Almere. In Den Haag werd de partij door D66 van de eerste plaats verdrongen. Tijdens de uitslagenavond van deze verkiezingen hield Wilders in een café een toespraak, waarbij hij onder meer aan het publiek vroeg of ze meer of minder Marokkanen wilden. Toen er 'minder' werd gescandeerd, verklaarde Wilders dat te zullen gaan regelen.. Deze uitspraak veroorzaakte landelijk en internationaal veel ophef, waarna zowel Roland van Vliet als Joram van Klaveren uit de Tweedekamerfractie stapten. Ook diverse PVV-fractieleden in gemeenten en Provinciale staten en de Europarlementariër Laurence Stassen verlieten naar aanleiding van Wilders' uitspraken de partij. Naar aanleiding van dit incident deden landelijk ruim 5.000 personen aangifte tegen hem. In het KRO-programma Eén op Eén van 3 april 2014 kondigde Fleur Agema aan op haar beurt aangifte te zullen doen tegen PvdA-leider Diederik Samsom en PvdA-partijvoorzitter Hans Spekman, omdat die zich eveneens kwetsend over Marokkanen zouden hebben uitgelaten.
Na de minder Marokkanen-uitspraak in maart 2014 kreeg de partij te maken met boycot van de PvdA. Die partij stemde tegen alle 327 ingediende PVV-moties. De VVD en SP waren in diezelfde periode nooit medeondertekenaar geweest van PVV-moties. Op provinciaal en gemeentelijk niveau deed de PVV ook niet mee in collegevorming, zoals in 2011 in Limburg.
In het debat om steun aan Oekraïne in maart 2014 nam Wilders het op voor Henk en Ingrid, er mocht geen geld naar Oekraïne, dat kon beter worden besteed in Nederland.
Op 6 oktober 2015 opende de PVV op het internet opnieuw een meldpunt voor het aangeven van overlast, nu in verband met de grote stroom vluchtelingen waarvan een deel ook in Nederland wordt opgevangen. De PVV is als enige Nederlandse politieke partij fel gekant tegen enige opvang van deze vluchtelingen.
In de verschillende politieke peilingen was de PVV in 2015 en 2016 vaak de grootste partij. In februari 2016 behaalde ze in de peilingen meer dan 30 zetels. De PVV ging tijdens de Tweede Kamerverkiezingen 2017 van 15 naar 20 zetels.

### 2018-2023: Verkiezingsnederlagen en gedeputeerden

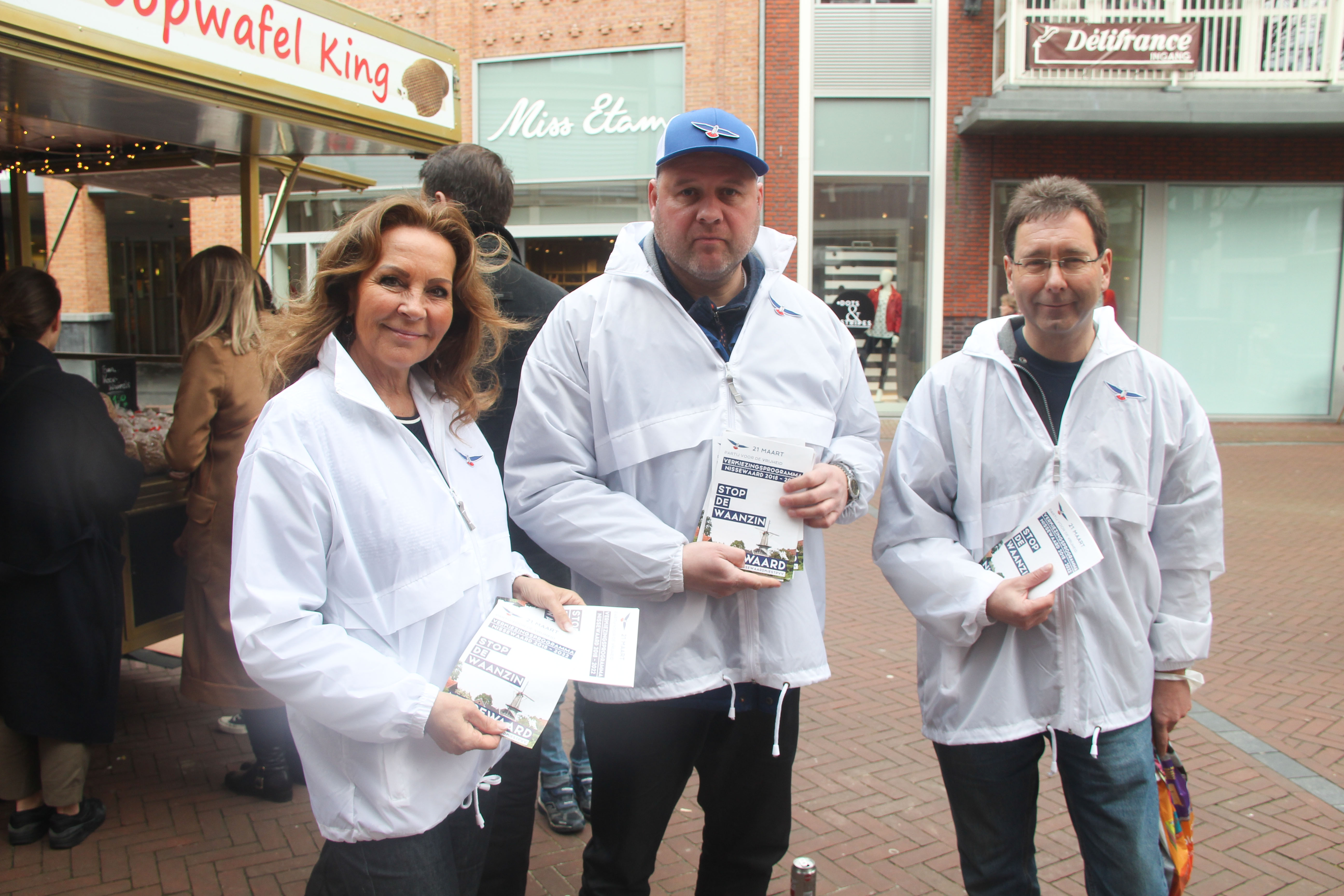
De lokale afdeling van de PVV voert voor het eerst campagne voor de gemeenteraadsverkiezingen in Nissewaard.

In aanloop naar de gemeenteraadsverkiezingen 2018 wist de PVV de winst van Kamerzetels niet te verzilveren naar gemeenteraadszetels, onder meer door een moeizame kandidatenselectie. In dertig gemeenten werden één of meer zetels gehaald. Ook bij de Provinciale Statenverkiezingen 2019 leed de PVV een gevoelige nederlaag door van 66 naar 40 Statenzetels te gaan, waarbij Forum voor Democratie (FVD) met een aanzienlijk deel van het PVV-electoraat aan de haal ging. In Limburg bleef de schade enigszins beperkt met 7 zetels en een gedeputeerde, lijsttrekker Robert Housmans. Bij de Europese Parlementsverkiezingen van 2019 kreeg de PVV een nieuwe tegenvaller: er bleef van de vier zetels niet één over. Een dag later waren de verkiezingen voor de nieuwe Eerste Kamer. Hier ging de PVV van negen naar vijf zetels. De Statenleden René Dercksen en Elly Broere in Utrecht stemden uit protest tegen de landelijke leiding van de PVV op Forum voor Democratie. Na de zetelherverdeling die volgde op de Brexit keerde de PVV in februari 2020 alsnog terug in het Europees Parlement met één zetel, die de partij echter weer kwijtraakte toen Marcel de Graaff in januari 2022 overstapte naar FVD.
Op 16 juni 2023 presenteerden de BoerBurgerBeweging, VVD, ChristenUnie, SGP en de PVV in Flevoland een provinciaal akkoord en werd Chris Jansen gedeputeerde. Op 30 juni werd hij geïnstalleerd.
In oktober 2023, vlak voor de verkiezingen van de Tweede Kamer der Staten-Generaal, bleek dat het Kremlin, met succes, banden probeerde te ontwikkelen met de PVV. De partij figureert prominent in Russische beïnvloedingscampagnes, partijleider Wilders probeert om connecties met Rusland uit het zicht te houden.

### 2023-heden: voor het eerst de grootste partij van Nederland

De grootste politieke partij per gemeente: donkerblauw vertegenwoordigt de gemeenten waar de PVV de meeste stemmen heeft behaald

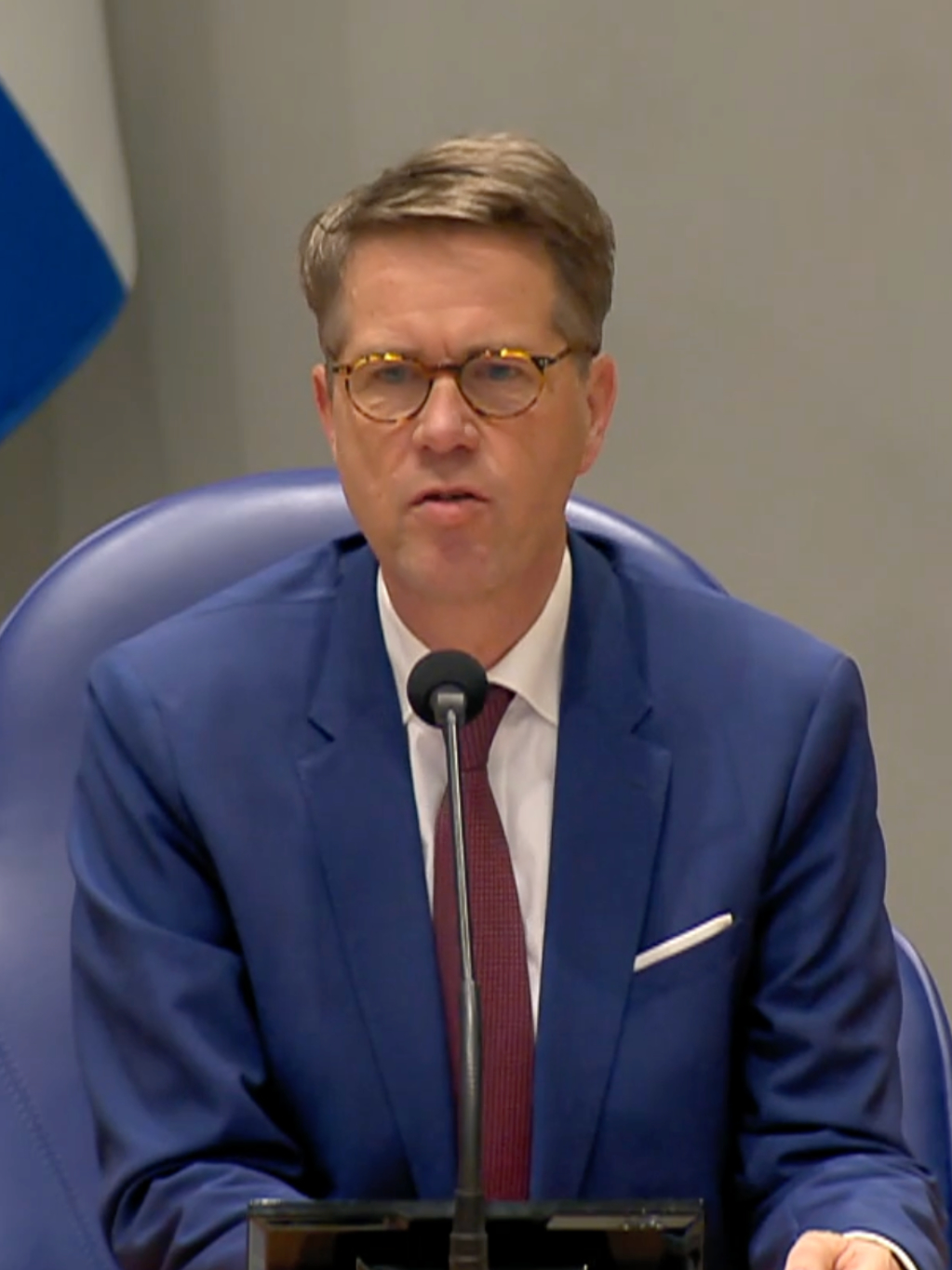
Bosma als voorzitter van de Tweede Kamer

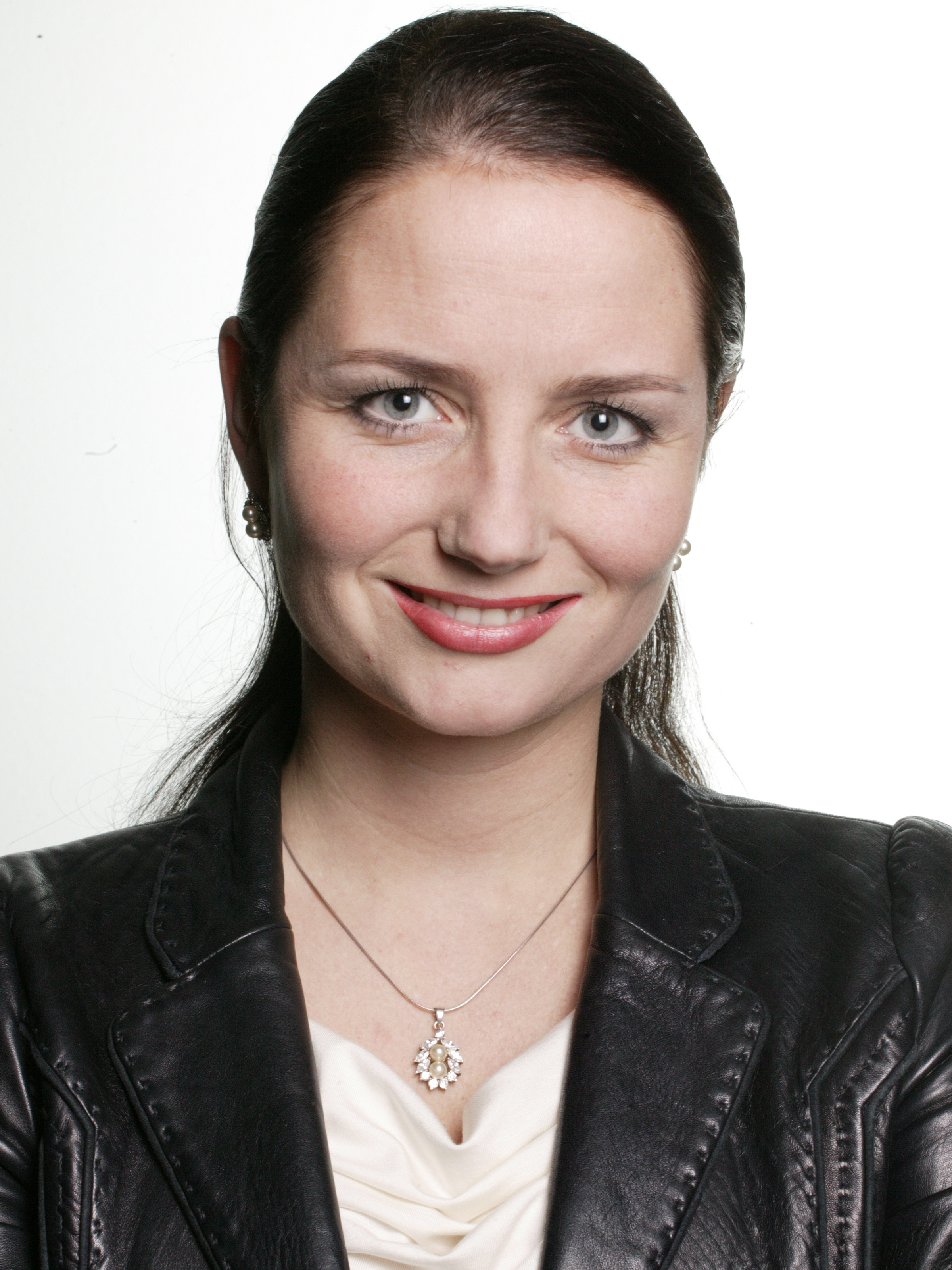
Agema werd eerste vicepremier in het kabinet-Schoof

Tijdens de Tweede Kamerverkiezingen van 22 november 2023 werd de PVV de grootste partij met 37 zetels. Daarmee werd voor het eerst een radicaal-rechtse partij de grootste in de Tweede Kamer. Op 14 december 2023 werd voor het eerst een PVV'er voorzitter van de Tweede Kamer. Martin Bosma won met 78 van de 148 uitgebrachte stemmen. Op 31 januari 2025 zat Agema, wegens ziekte van premier Dick Schoof, voor het eerst de ministerraad voor.
Tot aan de vorming van het kabinet-Schoof behoorden van de tien langstzittende politici in de Tweede Kamer er zeven tot de PVV-fractie. 
Hoewel de PVV in het parlementaire jaar 2024-2025 ruimschoots de grootste partij in de Tweede Kamer was, bleek uit een onderzoek van de NOS dat de partij in deze periode relatief vaak verstek had laten gaan tijdens debatten. In vergelijking met andere partijen had de PVV ook erg weinig moties en amendementen ingediend.

#### Kabinetsformatie
De kabinetsformatie van na de Tweede Kamerverkiezingen van 22 november 2023 leidde voor het eerst tot een Nederlands kabinet waarin de PVV zitting nam. De coalitie, die bij aanvang steunde op een meerderheid in de Tweede Kamer en een minderheid in de Eerste Kamer, ging naast de PVV bestaan uit de Volkspartij voor Vrijheid en Democratie, Nieuw Sociaal Contract en BoerBurgerBeweging. Van de zestien ministers kreeg de PVV er vijf, dit waren Fleur Agema, Dirk Beljaarts, Barry Madlener, Reinette Klever en Marjolein Faber. Van de dertien staatssecretarissen kreeg de partij er vier. Wilders kreeg onvoldoende steun om zelf premier te worden. Afgesproken werd dat hij en de andere partijleiders in de Tweede Kamer zouden plaatsnemen. Hoewel de PVV als grootste partij in principe de premier zou mogen leveren, werd die functie vergeven aan de partijloze topambtenaar Dick Schoof. 
Bij aanvang van de kabinetsformatie trad PVV'er en Eerste Kamerlid Gom van Strien terug als verkenner, nadat naar buiten was gekomen dat er eerder aangifte  tegen hem was gedaan wegens fraude; overigens niet gerelateerd aan zijn functie als parlementslid. PVV'er en Tweede Kamerlid Gidi Markuszower werd tijdens de kabinetsformatie door Wilders voorbestemd om vicepremier en minister van Asiel en Migratie te worden. Hij kwam echter niet door de screening van de AIVD en Wilders trok zijn kandidatuur in. Op 2 juli 2024 werd het kabinet beëdigd.

#### Verkiezingen Europees Parlement
De PVV nam deel aan de Verkiezingen voor het Europees Parlement 2024 in Nederland. Wilders maakte in april 2024 bekend er niet langer naar te streven de Europese Unie te verlaten ('Nexit'), maar met zusterpartijen de macht van binnenuit uit te gaan hollen. Wel wilde hij loskomen van de EU op de onderwerpen migratie en asiel ('opt-out') en op die terreinen alles zelfstandig en op eigen kosten gaan regelen.
Lijsttrekker was Sebastiaan Stöteler, die vanaf 2018 voor de PVV in de gemeenteraad van Almelo zat en sinds december 2022 in de Provinciale Staten van Overijssel. Anders dan in de Tweede Kamer zette hij geen PVV-programmapunten "in de koelkast". Hij hing het standpunt aan dat de islam een totalitaire ideologie is die thuishoort in het rijtje van fascisme, nazisme en communisme. Hij beschouwde de islam als de grootste bedreiging "voor onze gewoonten, manieren, cultuur en vrijheid". Moskeeën en asielzoekerscentra wil hij sluiten.

#### Wilders stapt uit coalitie
Op 26 mei 2025 presenteerde Wilders een tienpuntenplan over nieuwe asielmaatregelen, waarmee hij het hoofdlijnenakkoord van de coalitie wilde openbreken. In het plan stond onder meer dat binnen enkele weken de grenzen gesloten moesten worden voor nieuwe asielzoekers en dat alle Syriërs in Nederland zouden worden teruggestuurd naar hun land van herkomst. Tijdens een coalitieoverleg op 2 juni bleek dat de andere coalitiepartijen niet bereid waren hiermee akkoord te gaan. Wilders stelde de dag daarop vast dat er geen wil was om zijn voorstellen uit te voeren en kondigde aan de PVV-bewindspersonen terug te trekken. Later die dag bood premier Dick Schoof het ontslag van zijn kabinet aan bij de Koning, waarmee het kabinet-Schoof demissionair werd. Met een zittingsduur van 337 dagen werd het kabinet-Schoof het op twee na kortstzittende reguliere kabinet na de Tweede Wereldoorlog.

## Organisatie

### Partijorganisatie

Logo PVV

De Vereniging Groep Wilders, die onder de naam Partij voor de Vrijheid aan de verkiezingen heeft meegedaan, is een vereniging met een besloten karakter. De vereniging voldoet aan de wettelijke eis dat deze twee oprichters moet hebben en minimaal één lid. De oprichters zijn Geert Wilders en de Stichting Groep Wilders, het lid is wederom Geert Wilders. Sympathisanten kunnen zich aanmelden als donateur en vrijwilliger, maar nooit als lid. Het programma van de partij wordt dus niet ter goedkeuring aan leden voorgelegd. De PVV ziet deze partijorganisatiestructuur zelf niettemin als democratisch, omdat burgers de keuze hebben om, gegeven deze structuur, al dan niet op de PVV te stemmen.
Als gevolg van deze structuur zijn ook de financiën van de partij niet openbaar; bekend is wel dat het Amerikaanse David Horowitz Freedom Center in de periode 2015-2017 de grootste donateur van de partij was. Omdat de PVV minder dan 1000 leden heeft, komt ze niet in aanmerking voor subsidies.

### Reacties
Bart Jan Spruyt – die in de eerste jaren nadat Wilders uit de VVD was gestapt zelf zeer nauw met Wilders samenwerkte – en andere critici van het bestuursbeleid van de PVV zien dit beleid als autocratisch optreden van Wilders, die "geen concurrenten wil". Ook in de achtste Monitor Racisme & Extremisme van de Anne Frank Stichting wordt gesteld dat "de partij er geen interne democratie op nahoudt en de leiding dus neerkomt op een eigentijdse vorm van autoritair leidersbeginsel". Martin Bosma, Tweede Kamerlid namens de PVV, zei in 2010 dat hij de traditionele negentiende-eeuwse ledenstructuur als achterhaald beschouwde; het ledenbestand van een politieke partij was niet representatief voor de achterban van een partij en volgens Bosma hielden binnen een partij de 'gestaalde kaders' werkelijke inspraak van leden tegen.

## Standpunten

### Richting
De politieke richting van de PVV wordt verschillend geduid, maar deze wordt het vaakst als rechts-populistisch omschreven.
De PVV zelf noemde, bij de eerste Tweede Kamerverkiezingen waar zij aan meedeed, "nieuw realisme" als haar ideologie. De partij zag dit naar eigen zeggen als 'een nieuw en sterker liberalisme, met meer aandacht voor cultuur, traditie en moraal'.
De partij wordt geregeld in verband gebracht met rechts-extremisme en racisme, maar distantieert zich hiervan naar eigen zeggen nadrukkelijk. Desondanks meldden diverse media dat enkele medewerkers van de PVV in het verleden nauwe banden hadden met rechts-extremistische partijen. Ook werkte de PVV nauw samen met partijen in andere landen die soortgelijke opvattingen hebben, zoals Alternative für Deutschland, Vlaams Belang en het Front National.
Het Parlementair Documentatie Centrum van de Universiteit Leiden beschouwt de PVV als "populistisch, met zowel conservatieve, rechtse als linkse standpunten".
In de overige academische literatuur loopt de manier waarop de PVV wordt geduid uiteen van 'nieuw extreemrechts', 'rechts-populistisch', 'rechts', 'halfslachtig liberaal', 'conservatief-liberaal', 'nationaal-liberaal', '(gematigd) nationalistisch', 'populistisch', 'nationaal-populistisch', 'fascistisch' of juist niet fascistisch, tot 'emancipator van de lageropgeleiden'. In 2009 noemde de IVA Beleidsonderzoek en Advies, in een studie uitgevoerd in opdracht van het ministerie van Binnenlandse Zaken, de PVV 'nieuw rechts radicaal'.

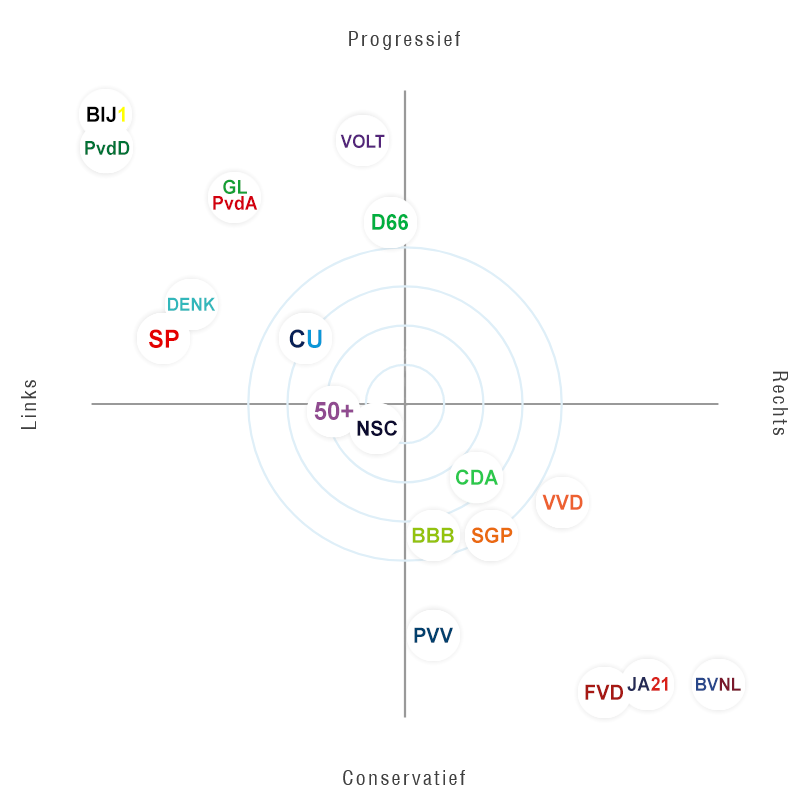
Het Nederlandse politieke landschap in 2023, overgenomen van Kieskompas

De politicoloog André Krouwel van de Vrije Universiteit positioneerde voor de Tweede Kamerverkiezingen van 2006, 2010 en 2012 de verschillende partijen op tweedimensionale wijze: op basis van een sociaaleconomische as ("links/rechts" genaamd) en een meer culturele as ("progressief/conservatief"). De PVV werd in 2006 als rechts en conservatief gekenmerkt, maar schoof in 2010 op naar een middenpositie op de sociaaleconomische as door een combinatie van (uiterst) rechtse en linkse standpunten. Ook in 2012 werd de PVV op een middenpositie op de links/rechts-as gepositioneerd.
Media in Nederland duiden de PVV meestal als rechts of rechts-populistisch aan. Door bekende media buiten Nederland wordt de PVV geregeld geduid als zeer rechts, extreemrechts en/of populistisch en/of anti-islamitisch.

### Migratie en islam
De PVV bekritiseert met name de islam en de multiculturele samenleving. De partij gaat uit van het idee van een ongewenste islamisering, die de vrijheid in Nederland zou beperken en daarnaast allerlei andere aspecten van de samenleving (zorg, onderwijs, de economie) kwalitatief zou ondermijnen. De partij beschouwt de islam als zodanig in feite helemaal niet als een echte godsdienst, maar veeleer als een totalitaire ideologie.
Voorts stelt de PVV in haar verkiezingsprogramma dat er sprake is van een strijd met de "linkse elite", die een alliantie zou hebben gesloten met de islam. Sinds augustus 2007 pleit Wilders voor een verbod op de Koran. De PVV is van mening dat artikel 1 van de Grondwet, waarin staat dat iedereen in Nederland in gelijke gevallen gelijk behandeld moet worden, moet worden vervangen door een artikel waarin de joods-christelijk-humanistische cultuur als de dominante wordt verankerd.
De PVV heeft haar standpunt uitgewerkt in (de MvT van) het Voorstel van wet van de leden Wilders en De Graaf betreffende het verbod van bepaalde islamitische uitingen. De Afdeling advisering van de Raad van State had onoverkomelijke bezwaren tegen het initiatiefvoorstel, maar de initiatiefnemers hebben het toch ingediend. In 2024 hebben ze het in het kader van de kabinetsformatie Nederland 2023-'24 ingetrokken en heeft de PVV bijbehorende afspraken gemaakt, maar de PVV lichtte toe dat haar standpunt niet gewijzigd was.

### Buitenlands beleid

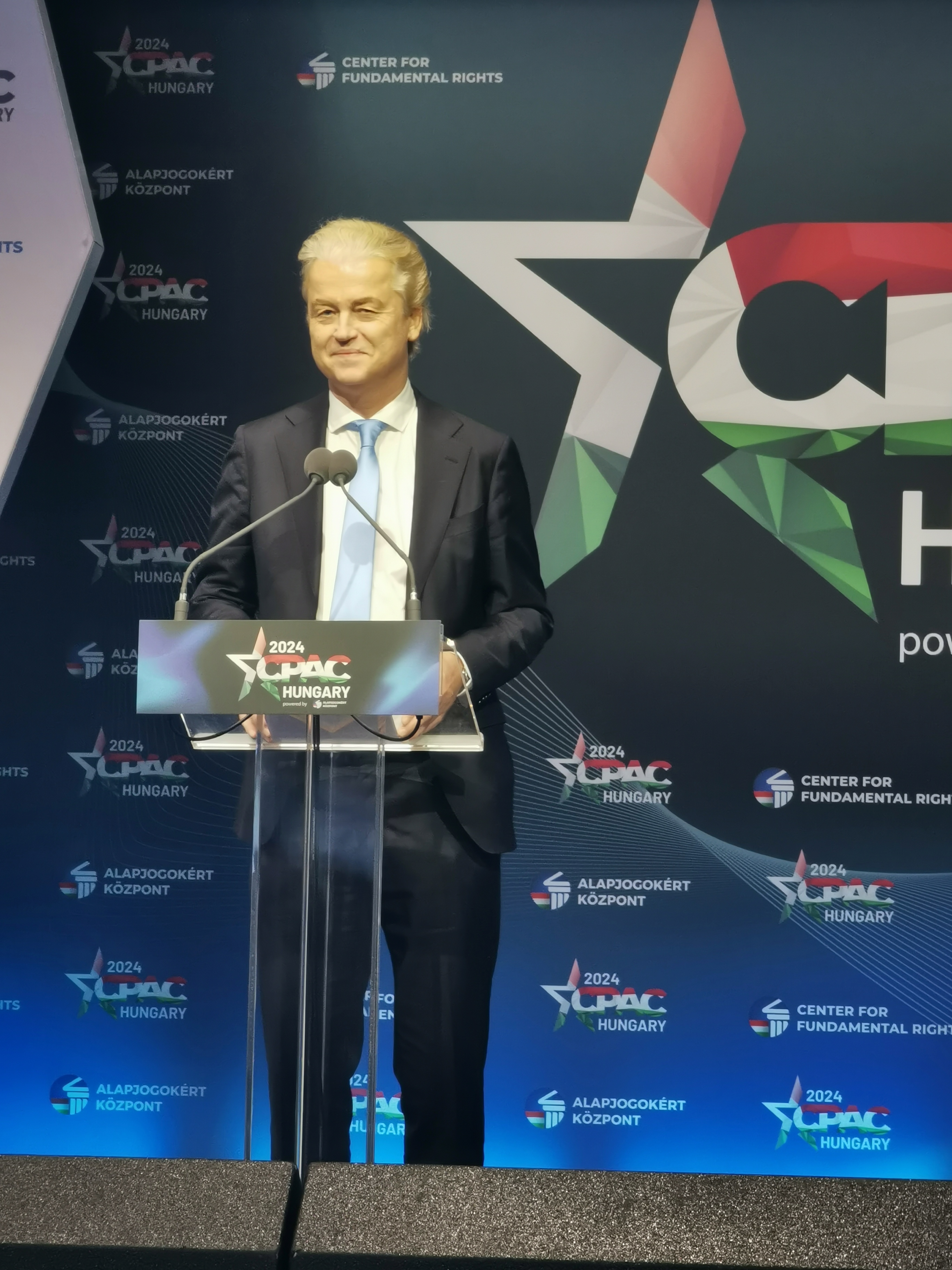
Toespraak Wilders tijdens CPAC in Hongarije in 2024

De PVV is verder van mening dat eurolanden die niet aan hun terugbetalingsverplichtingen kunnen voldoen, zonder meer uit de eurozone moeten treden. Daarnaast vindt de partij dat, als het Europese migratiebeleid niet wordt aangescherpt, Nederland net als Denemarken een opt-outregeling op dit gebied zou moeten krijgen.. Ook zou de EU zo terughoudend mogelijk moeten zijn over de toetreding van nieuwe lidstaten. De PVV is van mening dat Nederland het best uit de eurozone zou kunnen stappen, zodat de gulden kan worden heringevoerd. Een alternatief is volgens de partij dat Nederland samen met andere Noord-/West-Europese landen een nieuwe munteenheid zou kunnen beginnen, de "neuro".
Op het gebied van de geopolitiek heeft de PVV zich verder uitgesproken ten gunste van het zogeheten Groot-Nederland, de hypothetische eenwording van Nederland en Vlaanderen. Op 7 september 2017 spraken Wilders en VB-partijleider Tom Van Grieken over samenwerking. Daarbij won Wilders advies in over lokale verkiezingen.

### Programma 2012-2017 "Hún Brussel, óns Nederland!"
Het belangrijkste punt uit het PVV-verkiezingsprogramma 'Hun Brussel, ons Nederland' (2012-2017) is dat Nederland de EU moet verlaten (de zogenaamde Nexit). Volgens de PVV zou Nederland, net als Noorwegen en Zwitserland, goedkoper uit zijn buiten de EU en weer 'baas in eigen huis' worden. Het PVV-programma keert zich bovendien tegen het steeds grotere aandeel van allochtonen in de samenleving, omdat dit zou leiden tot "steeds meer hoofddoekjes, steeds meer islam, steeds meer criminaliteit en verpaupering". Alg gevolg van het EU-lidmaatschap wordt Nederland volgens de PVV verhinderd om hier zelf maatregelen tegen te nemen. In haar partijprogramma 2010-2015 waarschuwt de partij verder voor een "islamisering van de Nederlandse samenleving", die zou leiden tot "sharia-fatalisme, jihadterrorisme en haat tegen homo's en Joden".
Andere belangrijke punten in het verkiezingsprogramma zijn:
- Naast de EU verlaten, om lid te worden van de Europese Vrijhandelsassociatie, moet Nederland ook de euro verlaten en weer de gulden invoeren. Zo lang Nederland lid is van de EU moet het zich verzetten tegen de komst van het ESM;
- Belastingen moeten verlaagd worden door te snijden in de overheid, kernenergie blijft;
- De verzorgingsstaat moet volledig behouden worden en verder worden afgeschermd tegen buitenlanders, immigranten hebben pas na tien jaar en na verwerving Nederlanderschap recht op een uitkering, werkloze immigranten worden uitgezet;
- Meer directe democratie door een bindend referendum, een gekozen Hoge Raad en een gekozen minister-president, meer (internet)privacy, Nederlanders met een dubbele nationaliteit verliezen het actief en passief kiesrecht, "overheidspropaganda voor klimaathysterie" moet gestopt worden, de Eerste Kamer wordt afgeschaft, de Tweede Kamer teruggebracht tot honderd leden, de Koning gaat uit de regering, een vijfde minder ambtenaren;
- Hoge minimumstraffen, afschaffen TBS en taakstraffen, meer agenten op straat, immigranten die een misdrijf plegen worden uitgezet, criminele Nederlanders met een dubbele nationaliteit worden gedenaturaliseerd en uitgezet, criminele Antillianen teruggestuurd naar de Antillen;
- Immigratiestop voor mensen uit islamitische landen, immigranten die niet assimileren worden uitgezet, naturalisatie is niet meer mogelijk als de oude nationaliteit niet verloren wordt, bouwstop op moskeeën, moskeeën in de bebouwde kom worden gesloten, sluiting islamitische scholen, invoering minarettenverbod, hoofddoekjesverbod bij de overheid, de Staten-Generaal en gesubsidieerde organisaties, invoeren hoofddoekjesbelasting, gemeenten mogen niet langer hun eigen immigratiebeleid voeren, de Koran moet verboden worden, een maximum van duizend asielzoekers, een wettelijk verbod op een generaal pardon, geen dubbele nationaliteit meer;
- Kleinere zorginstellingen, meer zorgmedewerkers, minder regels en managers in de zorg, geen verhoging eigen risico;
- Herinvoering van de ambachtsschool, kleinere scholen en fusiestop, handhaving van de huidige studiefinanciering, einde aan kunstsubsidies, dierenrechten in de Grondwet, handhaving van de dierenpolitie, bio-industrie is onwenselijk maar het bestrijden ervan is een taak van de consument;
- Nederlands belang voorop in buitenlands beleid, Antillen worden onafhankelijk, steun aan christelijke minderheden in Turkije en Egypte, steun aan positie van het Afrikaans, afschaffing van de ontwikkelingshulp behalve noodhulp, geen JSF, Turkije uit de NAVO, steun aan bouw joodse nederzettingen op de Westbank, Jordanië is de Palestijnse staat en daarom is er geen onafhankelijk Palestina nodig;
- Geen kilometerheffing of forenzentaks, verlaging benzineaccijns, maximumsnelheid op alle snelwegen naar 140 km/u, stoppen met 'groene' subsidies en belastingkortingen en meer geld naar wegenbouw.

### Programma 2017-2021: "Nederland weer van ons!"
In het korte verkiezingsprogramma voor de Tweede Kamerverkiezingen van 2017, "Nederland weer van ons!", door Wilders aangeduid als "het A4'tje", werd vooral het anti-islamstandpunt verder aangescherpt. Alle moskeeën en islamitische scholen moeten nu worden gesloten. Verder moeten "radicale moslims" preventief worden opgesloten. De PVV was voorstander van een Nexit.

## Regering
Van 2010 tot 2012 gedoogde de PVV het kabinet-Rutte I van VVD en CDA. De PVV leverde hierbij zelf geen bewindspersonen. In 2024 en 2025 was de PVV de grootste partij binnen het kabinet-Schoof, waar ook VVD, NSC en BBB deel van uitmaakten. In dit kabinet leverde de PVV vijf ministers en vier staatssecretarissen.

## Volksvertegenwoordiging

### Tweede Kamer
| Verkiezingsjaar | Lijsttrekker  | Kandidatenlijst | Aantal stemmen | % van de stemmers | Aantal behaalde zetels | Kabinetsdeelname                |
| --------------- | ------------- | --------------- | -------------- | ----------------- | ---------------------- | ------------------------------- |
| 2006            | Geert Wilders | Kandidatenlijst | 579.490        | 5,90%             | 9 / 150                | –                               |
| 2010            | Geert Wilders | Kandidatenlijst | 1.453.944      | 15,45%            | 24 / 150               | Gedoogsteun Rutte I (2010-2012) |
| 2010            | Geert Wilders | Kandidatenlijst | 1.453.944      | 15,45%            | 24 / 150               | –                               |
| 2012            | Geert Wilders | Kandidatenlijst | 950.263        | 10,08%            | 15 / 150               | –                               |
| 2017            | Geert Wilders | Kandidatenlijst | 1.372.941      | 13,06%            | 20 / 150               | –                               |
| 2021            | Geert Wilders | Kandidatenlijst | 1.124.482      | 10,79%            | 17 / 150               | –                               |
| 2023            | Geert Wilders | Kandidatenlijst | 2.450.878      | 23,49%            | 37 / 150               | Schoof (2024-2025)              |
| 2023            | Geert Wilders | Kandidatenlijst | 2.450.878      | 23,49%            | 37 / 150               | –                               |

### Eerste Kamer
| Verkiezingsjaar | Lijsttrekker     | Kandidatenlijst | Aantal stemmen | % van de stemmen | Aantal behaalde zetels |
| --------------- | ---------------- | --------------- | -------------- | ---------------- | ---------------------- |
| 2011            | Machiel de Graaf | Kandidatenlijst | 21.709         | 13,07%           | 10 / 75                |
| 2015            | Marjolein Faber  | Kandidatenlijst | 20.235         | 11,97%           | 9 / 75                 |
| 2019            | Marjolein Faber  | Kandidatenlijst | 11.298         | 6,53%            | 5 / 75                 |
| 2023            | Marjolein Faber  | Kandidatenlijst | 10.922         | 6,10%            | 4 / 75                 |

### Europees Parlement
| Verkiezingsjaar | Lijsttrekker        | Kandidatenlijst | Aantal stemmen | % van de stemmers | Aantal behaalde zetels                                         |
| --------------- | ------------------- | --------------- | -------------- | ----------------- | -------------------------------------------------------------- |
| 2009            | Barry Madlener      | Kandidatenlijst | 769.125        | 17,0%             | post-Nice: 4 / 25 post-Lissabon: 5 / 26 (invoering uitgesteld) |
| 2014            | Marcel de Graaff    | Kandidatenlijst | 633.114        | 13,3%             | 4 / 26                                                         |
| 2019            | Marcel de Graaff    | Kandidatenlijst | 194.178        | 3,53%             | 0 / 26 - 1 / 29                                                |
| 2024            | Sebastiaan Stöteler | Kandidatenlijst | 1.057.662      | 16,97%            | 6 / 31                                                         |

### Provincies
| Provincie     | 2011       | 2015       | +/- | 2019       | +/- | 2023       | +/- |
| ------------- | ---------- | ---------- | --- | ---------- | --- | ---------- | --- |
| Groningen     | 3 van 43   | 3 van 43   | /   | 2 van 43   | -1  | 2 van 43   | /   |
| Friesland     | 4 van 43   | 4 van 43   | /   | 3 van 43   | -1  | 2 van 43   | -1  |
| Drenthe       | 4 van 41   | 5 van 41   | +1  | 3 van 41   | -2  | 2 van 43   | -1  |
| Overijssel    | 4 van 47   | 5 van 47   | +1  | 3 van 47   | -2  | 2 van 47   | -1  |
| Flevoland     | 6 van 39   | 6 van 41   | /   | 4 van 41   | -2  | 3 van 41   | -1  |
| Gelderland    | 6 van 55   | 5 van 55   | -1  | 3 van 55   | -2  | 2 van 55   | -1  |
| Utrecht       | 5 van 47   | 4 van 49   | -1  | 2 van 49   | -2  | 2 van 49   | /   |
| Noord-Holland | 6 van 55   | 6 van 55   | /   | 3 van 55   | -3  | 3 van 55   | /   |
| Zuid-Holland  | 8 van 55   | 8 van 55   | /   | 4 van 55   | -4  | 4 van 55   | /   |
| Zeeland       | 5 van 39   | 4 van 39   | -1  | 2 van 39   | -2  | 2 van 39   | /   |
| Noord-Brabant | 8 van 55   | 7 van 55   | -1  | 4 van 55   | -3  | 4 van 55   | /   |
| Limburg       | 10 van 47  | 9 van 47   | -1  | 7 van 47   | -2  | 6 van 47   | -1  |
| Nederland     | 69 van 566 | 66 van 570 | -3  | 40 van 570 | -26 | 34 van 572 | -6  |

De PVV nam op 2 maart 2011 voor het eerst deel aan de Provinciale Statenverkiezingen. Sindsdien is de partij steeds in alle provincies vertegenwoordigd geweest. Wel leed de PVV in 2019 een gevoelige nederlaag, waarbij het Forum voor Democratie met een aanzienlijk deel van het PVV-electoraat aan de haal ging.

### Gemeenten

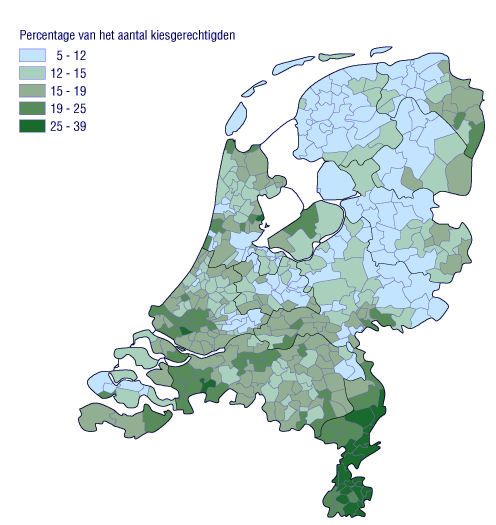
Percentage PVV-stemmers Tweede Kamerverkiezingen 2010 per gemeente

De PVV deed in 2010 voor het eerst mee met de gemeenteraadsverkiezingen, in Almere en Den Haag. In Almere werd zij de grootste partij en in Den Haag de tweede. In 2014 werd weer de tweede plaats gehaald in Den Haag (met een verlies van één zetel), en won zij opnieuw, met een groter verschil ten opzichte van de op een na grootste partij, in Almere de verkiezingen. Collegeonderhandelingen strandden in zowel 2010 als 2014, en de PVV zat daarom in de oppositie in beide gemeenten.
De PVV wilde bij de gemeenteraadsverkiezingen in 2018 in 60 gemeenten meedoen. De kandidaatstelling verliep echter moeizaam waardoor de partij uiteindelijk besloot in 30 gemeenten deel te nemen. De partij behaalde uiteindelijk in alle 30 gemeenten één of meerdere raadszetels, waardoor het totale aantal raadszetels groeide naar 71.
Bij de gemeenteraadsverkiezingen van 2022 deed de PVV in 31 gemeentes mee, maar niet langer in Rotterdam. De partij behaalde in alle 31 gemeente een zetel, maar behaalde in totaal 10 minder zetels. In 2023 stapten het raadslid van Dordrecht en Maastricht eruit, het enige raadslid van Utrecht begon een eigen partij en ook in Sittard-Geleen stapte een raadslid over naar een andere partij. In Nissewaard splitsen eerst twee raadsleden zich af en later stapte er ook nog iemand op, waarna nog drie van de vier zetels overbleven. In Emmen bleef begin 2025 nog 1 zetel over.